# Sholay
Pour plus de détails, voir Fiche technique et Distribution.
Sholay (Hindî : शोले) est un film indien de Ramesh Sippy sorti en 1975.

## Synopsis
Sholay signifie littéralement "Braises" en hindî.
Dans une locomotive, Thakur Baldev Singh, inspecteur de police, est en train de poursuivre les deux malfrats Veeru (Dharmendra) et Jai (Amitabh Bachchan) lorsqu'il trébuche entre deux wagons et est sur le point de chuter mortellement. Cependant les deux bandits compatissent et parviennent à le tirer de cette posture.
Loi oblige, Veeru et Jai sont envoyés en prison, mais l'inspecteur Singh reconnaissant leur promet de faire son possible pour écourter leur peine.
Plus tard, l'inspecteur Thakur Baldev Singh parvient à capturer Gabbar Singh (Amjad Khan), un chef tyrannique qui terrorise impitoyablement la région. Gabbar Singh, terriblement furieux de s'être fait prendre, parvient à s'échapper et prépare des représailles contre l'inspecteur.
Les années ont passé, Thakur Baldev Singh est maintenant à la retraite. Il retourne s'établir dans son village et découvre un effroyable spectacle : sa famille assassinée par les hommes de Gabbar Singh. Enragé par un bouillant désir de vengeance, l'ex-inspecteur fait sortir de prison Veeru et Jai, qui lui ont jadis sauvé la vie. Ils sont aussitôt engagés comme chasseurs de primes, et doivent ramener Gabbar Singh vivant à Thakur Baldev Singh.

## Fiche technique
- Titre original : Sholay
- Titre : La torche
- Réalisation : Ramesh Sippy
- Scénario : Javed Akhtar, Salim Khan
- Langue : Hindi
- Adaptation française (DVD) : Esther Sermage
- Production : Gopaldas Parmanand Sippy
- Photographie : Dwarka Divecha
- Montage : Madhav S. Shinde
- Musique : Rahul Dev Burman
- Effets spéciaux : Ansari
- Son : Mangesh Desai
- Pays de production :  Inde
- Dates de sortie :
  - Inde : 15 août 1975
  - France : 4 novembre 2008 au VHS

## Distribution
- Dharmendra : Veeru
- Amitabh Bachchan : Jai (Jaidev)
- Amjad Khan : Gabbar Singh
- Sanjeev Kumar : Thakur Baldev Singh
- Hema Malini : Basanti
- Jaya Bhaduri : Radha (belle-fille de Thakur)
- Satyendra Kapoor : Ramlal

## Autour du film
Il fait partie des tout  premiers films à avoir fait connaître le cinéma indien en Occident. Puisant son inspiration dans le western, y compris spaghetti. Ramesh Sippy, alors âgé de 27 ans, a signé là un véritable succès commercial en Inde, où le film est resté à l'affiche pendant 10 ans. Il s'agit d'un des plus gros "blockbusters" de l'histoire du Bollywood avec une recette qui se monte à 2.134.500.000 Rs. En 1999, La chaîne BBC-Inde l'a déclaré « film du millénaire ». Pourtant à sa sortie, le film ne remporta pas un succès immédiat. C'est le bouche-à-oreille et une bande originale particulièrement réussie qui drainèrent bientôt des milliers de fans dans les salles.

### Tournage
Sholay a été tourné dans les paysages désertiques de la vallée de Chambal. Ramesh Sippy, le réalisateur, était âgé de 27 ans à l'époque et jouait son va-tout : lui et son père, le producteur G. P. Sippy, connaissaient de graves difficultés financières et pensaient arrêter le cinéma.
Dans le contexte de l'état d'urgence décrété par Indira Gandhi, la scène finale a dû être modifiée pour satisfaire la censure : à l'origine, Thakur faisait lui-même justice en exécutant le bandit Gabbar... Dans la version retenue, il le livre aux policiers.

### Musique
Le film comporte cinq scènes chantées : 
R. D. Burman, qui composa la bande originale du film, était au sommet de sa carrière en 1975, au moment de la réalisation.
- « Yeh Dosti » - chanté par Kishore Kumar et Manna Dey
- « Mehbooba Mehbooba » - chanté par Rahul Dev Burman ; cette chanson, reprise hindi d'un titre de Demis Roussos (O beloved beloved), est toujours un tube, régulièrement diffusé dans les discothèques et les soirées.
- « Holi Ke Din » - chanté par Kishore Kumar et Lata Mangeshkar, montrant une célébration de la fête de Holî.
- « Jab Tak Hai Jaan » - chanté par Lata Mangeshkar
- « Koi Haseena » - interprété par Kishore Kumar et Hema Malini

## Distinctions
- Sholay a été élu meilleur film de ces 50 dernières années lors de l'édition 2005 des Filmfare Awards. En 1976, le film avait été nommé dans plusieurs catégories mais n'avait remporté que le prix du meilleur montage.